# Ronsdorfer Straße

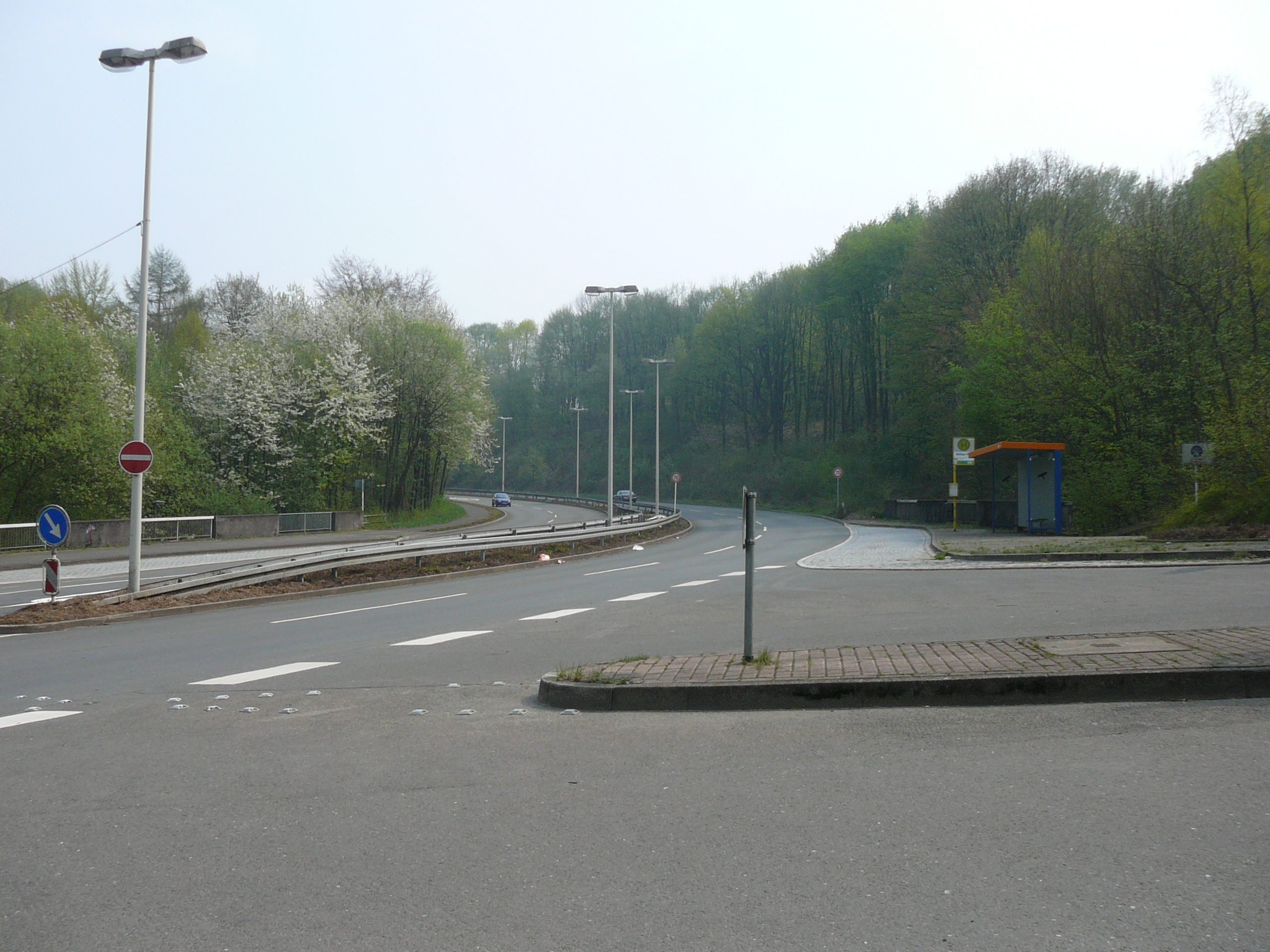
Die Ronsdorfer Straße an der Einmündung zur Alten Ronsdorfer Straße

Die Ronsdorfer Straße ist eine Straße in Wuppertal, die die Stadtteile Elberfeld und Ronsdorf miteinander verbindet. Sie ist gleichzeitig als Teil der Landesstraße L 417 (NRW) klassifiziert.

## Verlauf
Die Ronsdorfer Straße beginnt in Elberfeld in rund 170 Meter Normalnull als eine innerörtliche Straße mit einer dichten Bebauung zu beiden Seiten. Sie setzt sich als Verlängerung der Straße Wolkenburg in der Kluse, in der Nähe des Wuppertaler Hauptbahnhofs und Verkehrsknotenpunkt Döppersberg, fort. Sie kreuzt nach rund 140 Meter die Adersstraße, die als L 417 vom Hauptbahnhof kommt. Nach weiteren 310 Meter lockert sich die Bebauung seitlich der Straße auf und von Westen her mündet die Blankstraße, die über eine aufwändige Kreuzungskonstruktion planfrei zugeführt wird, in die Ronsdorfer Straße.
Nach weiteren 450 Meter und der Abzweigung der Kluser Höhe hat sie das Bendahler Bachtal erreicht, schwenkt in 210 Meter über Normalnull scharf nach Süden ab und führt an der Flanke des bewaldeten westlichen Hanges zu den Südhöhen hinauf. In Höhe der Verwaltungsgebäude der Barmenia Versicherungen und des Abzweigs der Barmenia-Allee ist die Straße seit Mitte der 1980er Jahre als Außerortsstraße vierspurig ausgebaut, wobei die beiden Fahrbahnen durch einen begrünten Mittelstreifen getrennt sind. Nach rund 2500 Metern endet sie an der Einmündung der Straße Am Walde in rund 310 Meter NN auf der Stadtteilgrenze zu Barmen.
Als Lichtscheider Straße führt die L 417 weiter zum Lichtscheider Kreuz. Die L 417 trifft dann im weiteren Verlauf auf dem Lichtscheid mit etwa 350 Metern über NN auf die Landesstraße 418 und die Landesstraße 419, führt dann weiter durch Ronsdorf und endet später in Remscheid-Lüttringhausen.
Ursprünglich war die Strecke mit einer Straßenbeleuchtung versehen, aufgrund der schwachen Finanzlage der Stadt wurde die Beleuchtung, wie auch auf der Landesstraße 418, Ende der 1990er Jahre abgeschaltet.

## Geschichte
Die Ronsdorfer Straße (und im weiteren Verlauf die L 417) verläuft fast auf der gesamten Länge auf historischen Straßen, die schon im 19. Jahrhundert Bedeutung für den lokalen und regionalen Verkehr besaßen. Lediglich das Teilstück der Ronsdorfer Straße zwischen der Barmenia Versicherung und dem Lichtscheid wurde Mitte der 1980er Jahre begradigt und vierspurig ausgebaut, wobei auch die letzten Überreste der einstmals auf der Straße verlaufenden Straßenbahn gelöscht wurden, die in Höhe der Straße Am Walde abzweigte, mittels des mehrere hundert Meter langen Gelpetaltunnels die heutige Landesstraße 418 unterquerte und bei Lichtscheid in Höhe des Straßenbahndepots (auf dem Gelände des Freizeitbades Bergische Sonne, das 2012 seinen Betrieb einstellte und später abgerissen wurde) wieder auf die L 417 traf.
Die Alte Ronsdorfer Straße, deren Überreste der zum Teil parallel der Ronsdorfer Straße verlaufen, wurde zuvor 1857 ausgebaut und ist ein Teil der alten Provinzialstraße von Elberfeld nach Radevormwald, die 1802–04 angelegt wurde. Der ältere Name, der ab 1864 belegt ist, lautet Ronsdorfer Chaussee. Den heutigen Namen trägt sie ab 1873 (laut Adressbuch) – ein genaues Benennungsdatum ist aber nicht belegt.
Aufgrund der hohen Geschwindigkeiten, mit denen hier gefahren wird, ist die Straße ein Unfallschwerpunkt. Durch Geschwindigkeitsbegrenzungen und Ampelanlagen wurde versucht, dem entgegenzuwirken.

## Straßenumfeld
Westlich der Ronsdorfer Straße, an der Alten Ronsdorfer Straße gelegen, liegt der Böhler Hof. Das Hofesgebäude, mit dem in dieser Region ausgefallenen Treppengiebel, wurde 1860 erbaut und war Ende der 1970er vom Abriss bedroht. Er wurde aber durch ein privates Engagement restauriert und steht nun unter Baudenkmalschutz.

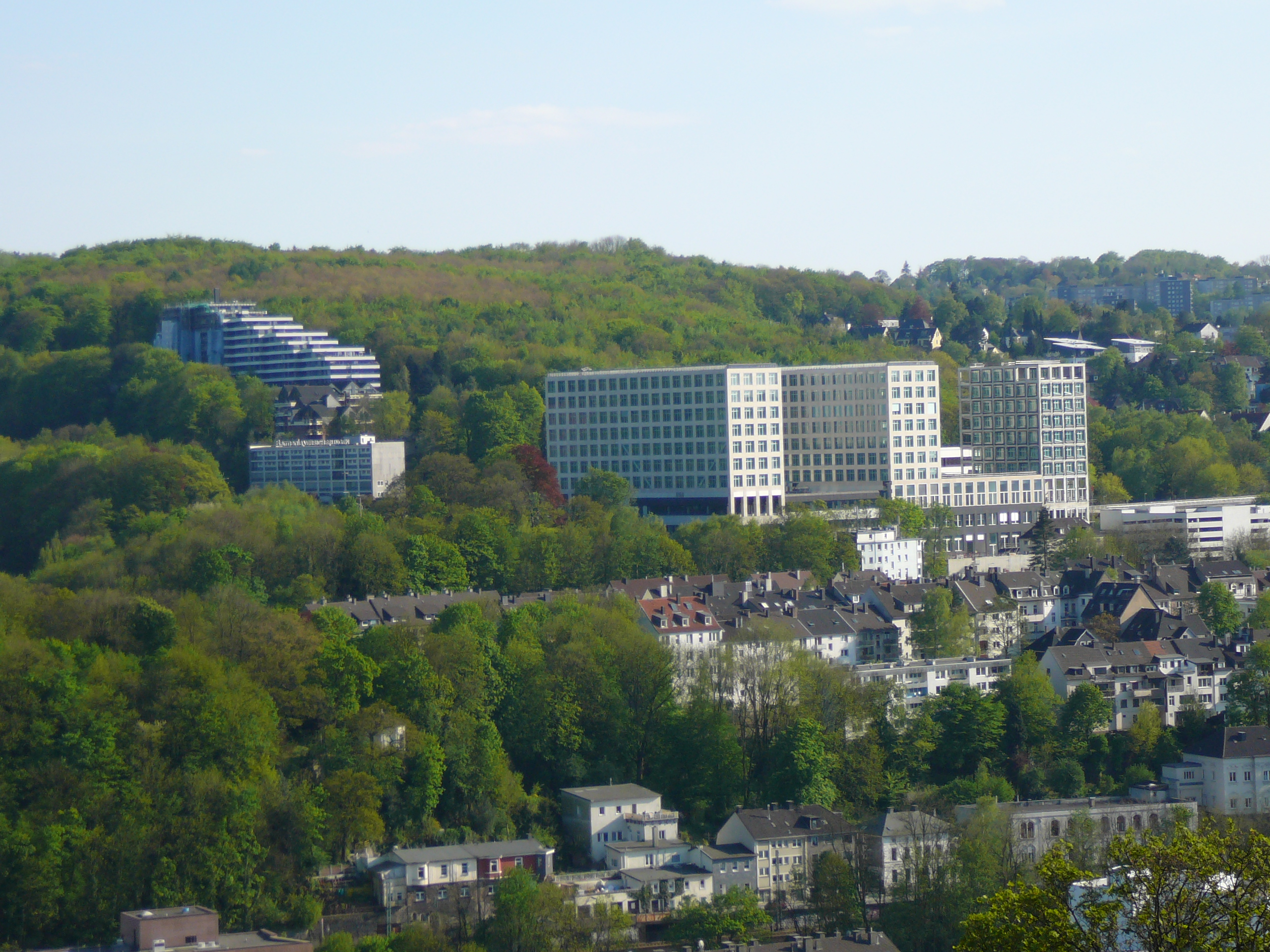
Das Verwaltungsgebäude der Barmenia, im Vordergrund der Neubau (Mai 2008)

Die Barmenia bezog 1966 das neue Verwaltungsgebäude, dass 1971 und 1980 erweitert wurde. Ab 2004 erfolgte der Bau drei weitere weithin sichtbare neue Bürotrakte, deren Fertigstellung nach sechsjähriger Bauzeit 2010 erfolgt. Bevor sich die Barmenia sich hier ansiedelte befand sich an diesem Standort die Brauerei Hermes & Saurenhaus.
Am südlichen Ende des vierspurigen Ausbaus der Ronsdorfer Straße in Elberfeld war in den 1950er Jahren der „Abstieg Bendahl“ geplant, der eine direkte Anbindung an die Bundesstraße 7 in Unterbarmen und in den Folgejahren einen Anschluss an die Bundesautobahn 46 herstellen sollte. Zur Ausführung dieses sehr aufwendigen Bauwerkes ist es aber nie gekommen. Mittlerweile wurden die Pläne offiziell verworfen, wurden und werden aber in unregelmäßigen Abständen politisch erneut diskutiert.